# De balletjes van de koningin
De balletjes van de koningin is een carnavalskraker van André van Duin uit 2009.
Het lied was oorspronkelijk bedoeld als reclame voor de remake van de Dik Voormekaar Show. Het nummer sloeg echter zodanig aan dat het op single werd uitgebracht, waarna het een nummer 1-hit werd in de Single Top 100 en de Mega Top 50.

## Tekst
In het nummer zingt van Duin in de rol van lakei van de koningin. De koningin is jarig, maar wil geen traditionele hapjes. Daarom maakt ze eigenhandig een schaal gehaktballen. Als de gasten arriveren, verbazen ze zich over het ontbreken van de hapjes.

## Hitnotering
| De Balletjes van de koningin in de Nederlandse Top 40 - binnen: 28-02-2009 | De Balletjes van de koningin in de Nederlandse Top 40 - binnen: 28-02-2009 | De Balletjes van de koningin in de Nederlandse Top 40 - binnen: 28-02-2009 | De Balletjes van de koningin in de Nederlandse Top 40 - binnen: 28-02-2009 | De Balletjes van de koningin in de Nederlandse Top 40 - binnen: 28-02-2009 |
| Week                                                                       | 1                                                                          | 2                                                                          | 3                                                                          |                                                                            |
| -------------------------------------------------------------------------- | -------------------------------------------------------------------------- | -------------------------------------------------------------------------- | -------------------------------------------------------------------------- | -------------------------------------------------------------------------- |
| Nummer                                                                     | 11                                                                         | 11                                                                         | 23                                                                         | uit                                                                        |

| De balletjes van de koningin in de Single Top 100 - binnen: 14-02-2009 | De balletjes van de koningin in de Single Top 100 - binnen: 14-02-2009 | De balletjes van de koningin in de Single Top 100 - binnen: 14-02-2009 | De balletjes van de koningin in de Single Top 100 - binnen: 14-02-2009 | De balletjes van de koningin in de Single Top 100 - binnen: 14-02-2009 | De balletjes van de koningin in de Single Top 100 - binnen: 14-02-2009 | De balletjes van de koningin in de Single Top 100 - binnen: 14-02-2009 | De balletjes van de koningin in de Single Top 100 - binnen: 14-02-2009 | De balletjes van de koningin in de Single Top 100 - binnen: 14-02-2009 | De balletjes van de koningin in de Single Top 100 - binnen: 14-02-2009 | De balletjes van de koningin in de Single Top 100 - binnen: 14-02-2009 |
| Week                                                                   | 1                                                                      | 2                                                                      | 3                                                                      | 4                                                                      | 5                                                                      | 6                                                                      | 7                                                                      | 8                                                                      | 9                                                                      |                                                                        |
| ---------------------------------------------------------------------- | ---------------------------------------------------------------------- | ---------------------------------------------------------------------- | ---------------------------------------------------------------------- | ---------------------------------------------------------------------- | ---------------------------------------------------------------------- | ---------------------------------------------------------------------- | ---------------------------------------------------------------------- | ---------------------------------------------------------------------- | ---------------------------------------------------------------------- | ---------------------------------------------------------------------- |
| Nummer                                                                 | 8                                                                      | 1                                                                      | 2                                                                      | 10                                                                     | 49                                                                     | 60                                                                     | 84                                                                     | 89                                                                     | 93                                                                     | uit                                                                    |

| De balletjes van de koningin in de Mega Top 50 - binnen: 14-02-2009 | De balletjes van de koningin in de Mega Top 50 - binnen: 14-02-2009 | De balletjes van de koningin in de Mega Top 50 - binnen: 14-02-2009 | De balletjes van de koningin in de Mega Top 50 - binnen: 14-02-2009 | De balletjes van de koningin in de Mega Top 50 - binnen: 14-02-2009 | De balletjes van de koningin in de Mega Top 50 - binnen: 14-02-2009 | De balletjes van de koningin in de Mega Top 50 - binnen: 14-02-2009 | De balletjes van de koningin in de Mega Top 50 - binnen: 14-02-2009 |
| Week                                                                | 1                                                                   | 2                                                                   | 3                                                                   | 4                                                                   | 5                                                                   |                                                                     |                                                                     |
| ------------------------------------------------------------------- | ------------------------------------------------------------------- | ------------------------------------------------------------------- | ------------------------------------------------------------------- | ------------------------------------------------------------------- | ------------------------------------------------------------------- | ------------------------------------------------------------------- | ------------------------------------------------------------------- |
| Nummer                                                              | 48                                                                  | 1                                                                   | 16                                                                  | 29                                                                  | 39                                                                  | uit                                                                 |                                                                     |